# 1604
Cette page concerne l'année 1604  du calendrier grégorien.
L'année 1604 est une année bissextile qui commence un jeudi.

## Événements
- 18 janvier : Gaspar de Zúñiga y Acevedo remplace Luis de Velasco comme vice-roi du Pérou (fin en 1606)[1].
- 8 avril-18 mai : le Poitevin Daniel de La Touche de La Ravardière, parti de Cancale le 24 janvier, explore les bouches de l'Amazone, la côte du Maranhão et la Guyane. Il est de retour à Cancale le 15 août[2].
- 20 mai : renouvellement des capitulations accordées par l'Empire ottoman à la France sous François Ier[3]. La France exerce son protectorat sur les Européens qui voyagent dans l’empire (sauf Vénitiens et Anglais).
- 1er juin : création de la première compagnie française des Indes orientales (1604-1615)[4].

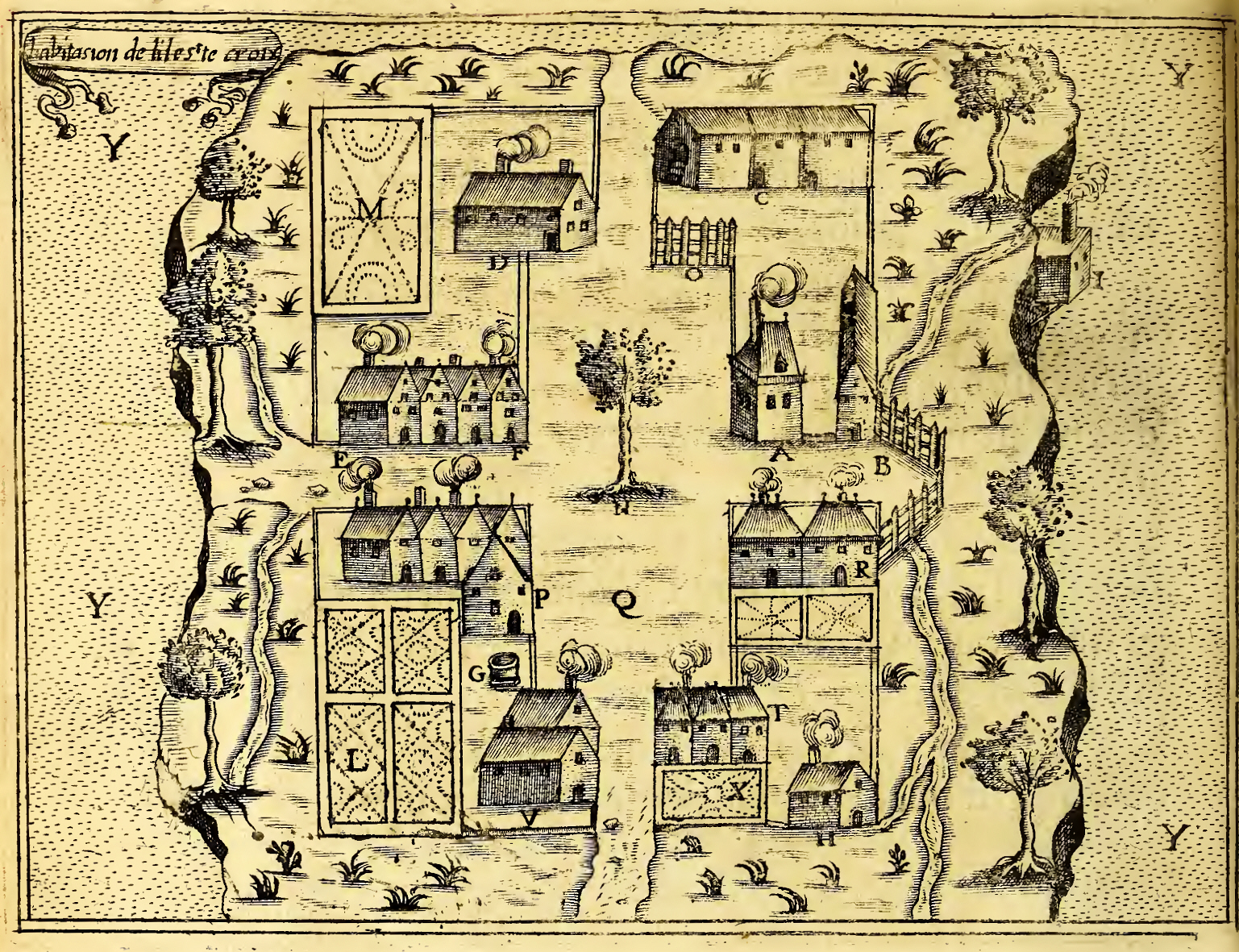
24 juin : fondation de l'établissement de l'île Sainte-Croix.

- 24 juin : le royannais Pierre Dugua de Mons fonde une colonie française en Acadie, sur l'Île Sainte-Croix. Après quelques tâtonnements, les colons se fixent en 1605 sur le site de Port-Royal (Annapolis)[5].
- 25 juillet : fondation du Conseil des Indes au Portugal par le duc de Lerma[6].
- 24 octobre[7] : Za Dengel d'Éthiopie est tué par une révolte militaire à la suite de sa conversion au catholicisme[8].
- 14 décembre[9] : Sousnéyos est proclamé Négus d’Éthiopie à Martula Maryam, dans le Godjam (fin de règne en 1632). Une partie de la noblesse rappelle Yaqob et une guerre de succession commence (fin en 1607)[10].

- Mongolie : début du règne de Ligdan, khan des Tchakhars (fin en 1634)[11].

- Japon :  
  - Tokugawa Ieyasu octroie à la famille Matsumae le monopole du commerce du nord (Yeso, aujourd’hui Hokkaidō) et lui reconnaît un droit de contrôle à la fois sur les marchands japonais qui y résident et sur les Aïnous[12]. Ces derniers perdent prise sur leur mode de vie. Il leur est interdit de posséder des rizières, ils sont confinés dans des activités traditionnelles, payent tribut et sont bientôt assimilés à des vagabonds, à des parias[13].
  - Tokugawa Ieyasu autorise des « vaisseaux au sceau rouge » (shûinsen), pourvus d’une autorisation officielle, à se rendre à l’étranger pour y faire du commerce[14].

### Europe
- Gelées à Valence (Espagne)[15].
- 14 janvier : conférence ecclésiastique de Hampton Court. Pétition des mille, manifeste puritain contre l’épiscopat à laquelle s’oppose Jacques Ier d'Angleterre qui renforce l’autorité des évêques (« No bishops, no king »)[16].
- 6 mars : début du règne de Charles IX de Suède (fin en 1611)[17]. Il est désigné par le Riksdag de Norrköping, assemblée élue qui affirme son droit de participer aux choix du souverain. Le luthéranisme triomphe.

- 19 mars-7 juillet : réunion du premier Parlement de Jacques Ier en Angleterre. Le roi tente d’invalider le résultat d’une élection dans le Buckinghamshire, mais se heurte à la protestation des Communes. Adresse « En Forme d’Apologie et de Satisfaction » du Parlement qui rappelle au souverain les usages institutionnels anglais[18].

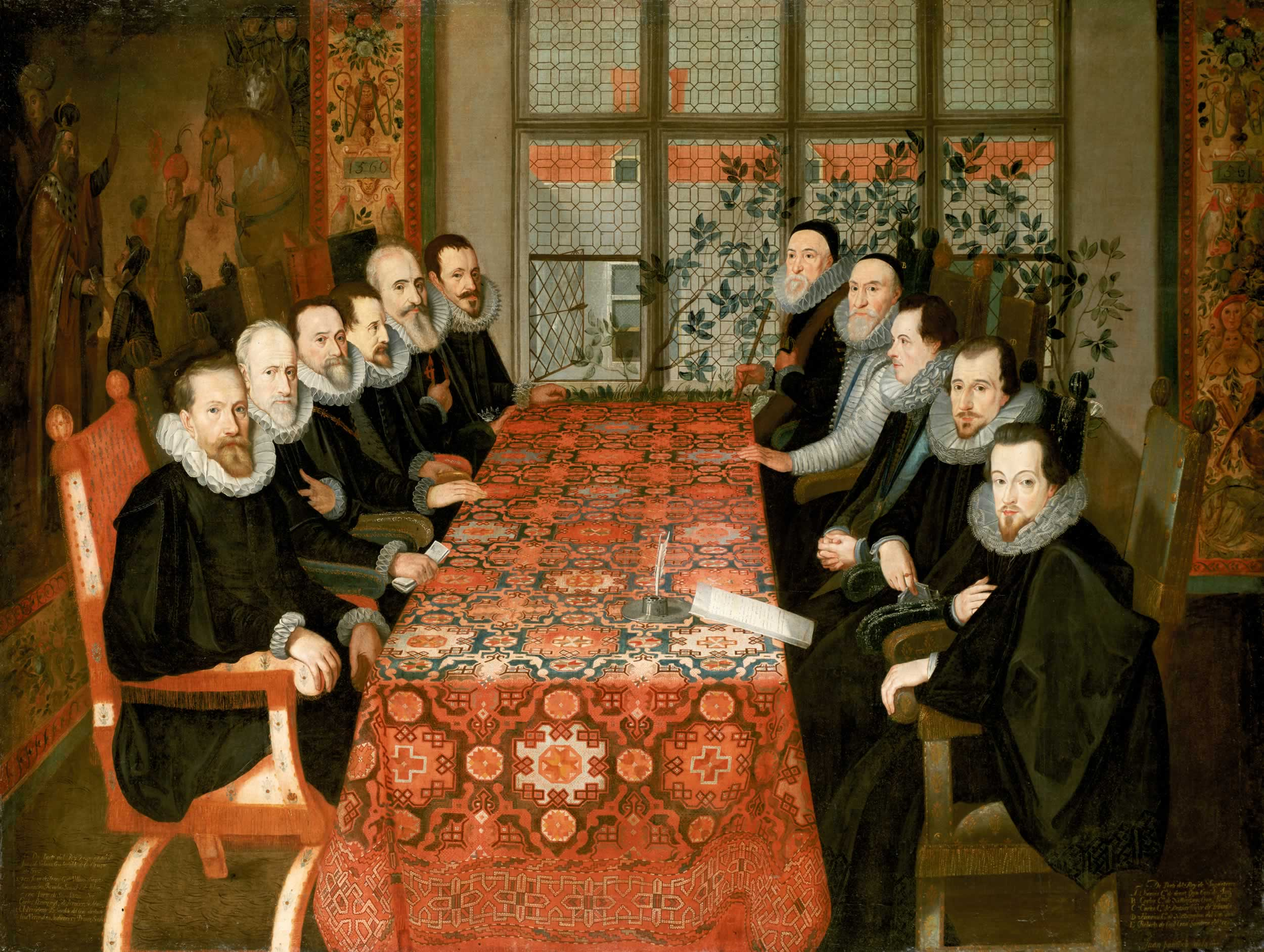
19 août : la conférence réunie à Somerset House avant la signature du Traité de Londres

- 23 août : décret pontifical accordant le pardon aux Juifs convertis ; début d'une forte émigration des nouveaux chrétiens portugais vers l'Espagne, la France et les Pays-Bas[19].
- 28 août : traité de Londres, l'Angleterre et l'Espagne sont en paix après 19 années de guerre[20].

- 15 septembre : Chodkiewicz bat les Suédois à Bialy Kamien en Livonie (Weissenstein, aujourd’hui Paide)[21].
- 22 septembre : les Espagnols du marquis de Spinola prennent la ville néerlandaise d'Ostende après un siège de 3 ans[22].
- 7 octobre (27 septembre du calendrier julien) : fondation de la ville de Tomsk en Sibérie[23].

- 9 octobre : apparition de la supernova SN 1604 (dite étoile ou supernova de Kepler) dans la constellation d'Ophiuchus, observée entre autres par Johannes Kepler (17 octobre) qui en fait un compte rendu extrêmement détaillé[24] ; il s'agit de la dernière supernova à avoir été observée dans la Voie lactée.
- 12 octobre : traité de Paris. Fin de la « guerre des tarifs » entre l'Espagne et la France[25].

- 14 octobre, Hongrie : début de l'insurrection mené par Étienne Bocskai en Transylvanie (1604-1606)[26].
- 26 octobre (16 octobre du calendrier julien) : les Polonais interviennent en Russie pour soutenir le faux Dimitri[27]. Ils occupent le Kremlin (1605-1606).
- 31 octobre : Gomar, professeur de théologie à Leyde depuis 1603, partisan de la prédestination, s’oppose publiquement aux thèses d’Arminius sur la grâce[28],[29].

## Naissances en 1604
- 4 janvier : Jean Mairet, dramaturge français († 31 janvier 1686).

- 23 février : Jean Dubois le Vieux, peintre français († 19 avril 1676).

- 16 mars : Johann Rudolf Glauber, pharmacien, chimiste et alchimiste allemand († 16 mars 1670).

- 26 avril : Chöying Dorje, 10e Karmapa, chef de la lignée karma-kagyu du bouddhisme tibétain, également peintre et sculpteur († 13 décembre 1674).

- 8 juillet : Christiaen van Couwenbergh, peintre néerlandais  († 4 juillet 1667).

- 4 octobre : Baccio del Bianco, peintre, ingénieur, scénographe et architecte italien († 29 avril 1656).

- Date précise inconnue :
  - Mario Balassi, peintre baroque italien († 9 octobre 1667).
  - Jan Boeckhorst, peintre baroque allemand († 21 avril 1668).

## Décès en 1604
- 11 janvier : Johann Adam von Bicken, Prince-Électeur et archevêque de Mayence (° 27 mai 1564).

- 12 février : Philippe Danfrie, médailleur français (° 1572).
- 13 février : Catherine, duchesse d'Albret, comtesse d'Armagnac et comtesse de Périgord, sœur du roi Henri IV de France (° 7 février 1559).
- 29 février : Lucio Sassi, cardinal italien (° 21 octobre 1521).

- 3 mars : Álvaro Manrique de Zúñiga, noble espagnol (° 1525).
- 4 mars : Fausto Paolo Sozzini (Fausto Socino, théologien antitrinitaire italien (° 1539).
- 13 mars : Arnaud d'Ossat, cardinal français, évêque de Bayeux[30] (° 20 juillet 1537).
- Fin mars : Étienne Dupérac, architecte, peintre et graveur français (° 1520).

- 14 avril : Ernest-Frédéric de Bade-Durlach, co-margrave de Bade-Durlach et margrave de Bade-Bade (° 17 octobre 1560).
- 17 avril ou 1603 : Ikeda Tomomasa, kokujin et commandant militaire de l'époque Azuchi Momoyama (° 1544).
- 19 avril : Kuroda Yoshitaka, daimyo de la fin de l'époque Sengoku et du début de l'époque d'Edo (° 22 décembre 1546).
- 25 avril : Pierre de Médicis, diplomate italien (° 3 juin 1554).

- 4 mai : Claudio Merulo, compositeur italien (° 8 avril 1533).
- 13 mai : Christine de Hesse, Duchesse consort de Schleswig-Holstein-Gottorp (° 29 juin 1543).
- 20 mai : Simeone Tagliavia d'Aragonia, cardinal italien (° 20 mai 1550).
- 22 mai : Pierre-Ernest Ier de Mansfeld, chef d'armée et gouverneur des Pays-Bas espagnols (° 20 juillet 1517).
- 25 mai : Cornelius Becker, théologien luthérien et poète allemand (° 24 octobre 1561).

- 1er juin : Arnold Clapmarius, jurisconsulte allemand (° 1574).
- 4 juin : Ferenc I Nádasdy, général (hadvezér) hongrois au service des Habsbourg (° 6 octobre 1555)
- 5 juin : Thomas Muffet, médecin et naturaliste anglais (° 1553).
- 11 juin :
  - Isabella Andreini, poétesse et comédienne italienne (° 1562).
  - Abdellah ben Hassoun, un des principaux saints de Salé (° 1515)[31].
- 18 juin : Johann Conrad Meyer, juriste et personnalité politique suisse (° 5 mai 1544).
- 24 juin : Édouard de Vere, 17e comte d'Oxford (° 12 avril 1550).

- 14 juillet : Gaspard de Bono, religieux de l'ordre des Minimes (° 5 janvier 1530).
- 26 juillet : Obertus Giphanius, historien du droit, professeur d'université, philologue et juge d'origine hollandaise (parfois déclaré de nationalité allemande) (° 1534).

- 12 août : Jean Ier de Deux-Ponts, duc-palatin de Deux-Ponts (° 8 mai 1550).
- 20 août : Toda Kazuaki, samouraï au service de Tokugawa Ieyasu (° 1542).
- 29 août : Othon des Deux-Ponts, comte palatin de Soulzbach (° 22 juillet 1556).

- 10 septembre : William Morgan, religieux gallois, évêque de Llandaf et de St Asaph, premier traducteur de l'intégralité de la bible en langue galloise (° 1545).
- 12 septembre : Louis Günther de Nassau, comte de Nassau-Katzenelnbogen et lieutenant-général néerlandais (° 15 février 1575).
- 23 septembre : Gabriel Vázquez, jésuite et théologien espagnol (° 1549 ou 1551).

- 8 octobre : Janus Dousa, magistrat, philologue, historien, poète et patriote néerlandais (° 5 décembre 1545).
- 9 octobre : Louis IV de Hesse-Marbourg, landgrave de Hesse-Marbourg (° 27 mai 1537).
- 12 octobre : Séraphin de Montegranaro, religieux capucin italien (° 1540).
- 16 octobre : Étienne Vinand, archéologue (° 1520).
- 25 octobre : Claude de La Trémoille, gentilhomme français (° 1566).
- 26 octobre : Filippo Pigafetta, explorateur, historien et capitaine d’armée italien (° 1er mai 1533).

- 12 novembre : Domingo Báñez, dominicain espagnol professeur à Avila[32] (° 29 février 1528).
- 23 novembre : Francesco Barozzi, mathématicien et astronome italien (° 9 août 1537).
- 29 novembre : Hercule Ier, souverain de Monaco (° 24 septembre 1562).

- 15 décembre :  Ludovico Balbi, compositeur de madrigaux et maître de chapelle italien (° 1545).
- 26 décembre : François de l'Enfant-Jésus, philanthrope espagnol, propagateur de la dévotion à l'Enfant-Jésus, devenu carme déchaux (° 1544).

- Date précise inconnue :
  - Marcello Adriani, humaniste et helléniste italien (° 1562).
  - Filippo Bellini, peintre italien (° vers 1550).
  - Gabriel Bounin, poète et dramaturge français (° vers 1520).
  - Pierre Daniel (d'Orléans), avocat, bibliophile, philologue et érudit français (° 1531).
  - Giacomo Del Duca, architecte et sculpteur italien (° 1520).
  - Muhyi-i Gülşeni, derviche turc, poète et inventeur de la langue construite Bâleybelen (° 1528).
  - Ma Shouzhen, peintre chinoise (° 1548).
  - Gerónimo de Mendieta, frère franciscain et historien espagnol (° 1525).
  - Sebastián Raval, compositeur espagnol (° vers 1550).
  - Suganuma Sadamitsu, commandant samouraï du clan Suganuma au cours de l'époque Sengoku de l'histoire du Japon (° 1542).

- Vers 1604 :
  - Zacharias Dolendo, graveur des Pays-Bas espagnols (° 1561).
  - Juan Fernández, navigateur et explorateur espagnol (° vers 1536).

- Après 1604 :
- Cesare Negri, danseur italien (° vers 1536).

- 1604 ou 1605 :
- Lodewijk Toeput, peintre et dessinateur d'origine flamande (° vers 1550).